# Tsotsitaal
Tsotsitaal o Iscamtho o Flaaitaal o isiTsotsi o Ringas o Kasitaal es uno de varios nombres dados a un fenómeno lingüístico común a los principales centros urbanos y pueblos rurales de Sudáfrica y en algunas partes de Zimbabue. No es un idioma propiamente dicho, es una jerga. Este fenómeno implica un conjunto de elementos léxicos que se implantan en cualquier idioma sudafricano que se hable, aunque lo hablan principalmente los sudafricanos varones y negros y, en particular, los residentes de los municipios que ocupan el extremo inferior de la escala socioeconómica de la sociedad sudafricana.

## Origen
Tuvo su origen en las décadas de 1940 y 1950 en Sophiatown.
En un principio el tsotsitaal estaba vinculado a un estilo de ropa usado por estos varones jóvenes de ese municipio, que los marcaba como callejeros o vagabundos.

## Características
El Tsotsitaal es uno de varios nombres dados a un fenómeno lingüístico común a los principales centros urbanos y pueblos rurales de Sudáfrica y en algunas partes de Zimbabue. No es un idioma propiamente dicho, es una jerga o argot.
Este fenómeno implica un conjunto de elementos léxicos que se implantan en cualquier idioma sudafricano que se hable, aunque lo hablan principalmente los sudafricanos varones y negros y, en particular, los residentes de los municipios que ocupan el extremo inferior de la escala socioeconómica de la sociedad sudafricana.
Es un código mixto en la medida en que parece haber dependido inicialmente del afrikáans para la estructura y una variedad de idiomas para su léxico. Puede sonar como una variedad del afrikáans pero tiene una textura de lengua bantú.
Estaba estrechamente relacionado con la rápida urbanización y modernización de los municipios de Johannesburgo y se vinculaba a bandas criminales.
Se trata de un estilo con el cual esos jóvenes de identifican por la ropa y el lenguaje. Tiene como  características  la urbanidad, el consumismo de nombres de marca, la iconografía cultural,la música y los deportes.

## Otros nombres
Se le conoce alternativamente como, entre otros nombres, Iscamtho, Flaaitaal, isiTsotsi, Ringas y Kasitaal.